# Assedio di Verrua Savoia (1704)
L'assedio di Verrua Savoia del 1704 fece parte della Guerra di Successione Spagnola che scoppiò alla morte del re di Spagna.

## La guerra con i francesi
Il Ducato di Savoia, nel XVIII secolo, era alleato con la vicina Francia di Luigi XIV. Nel 1703 abbandonò l'accordo di alleanza e dichiarò guerra alla Francia con l'Impero Asburgico di Leopoldo d'Austria, i Paesi Bassi e l'Inghilterra. L'esercito francese si scagliò sul Piemonte mandando ben tre eserciti a conquistarlo. In pochi mesi il Ducato di Savoia perse Aosta, Ivrea, Nizza, Susa e Vercelli. L'unica fortezza ancora a difesa di Torino era quella di Verrua Savoia. La guerra si svolse in più stati tra cui il Ducato di Savoia, Francia e Spagna.

## L'assedio

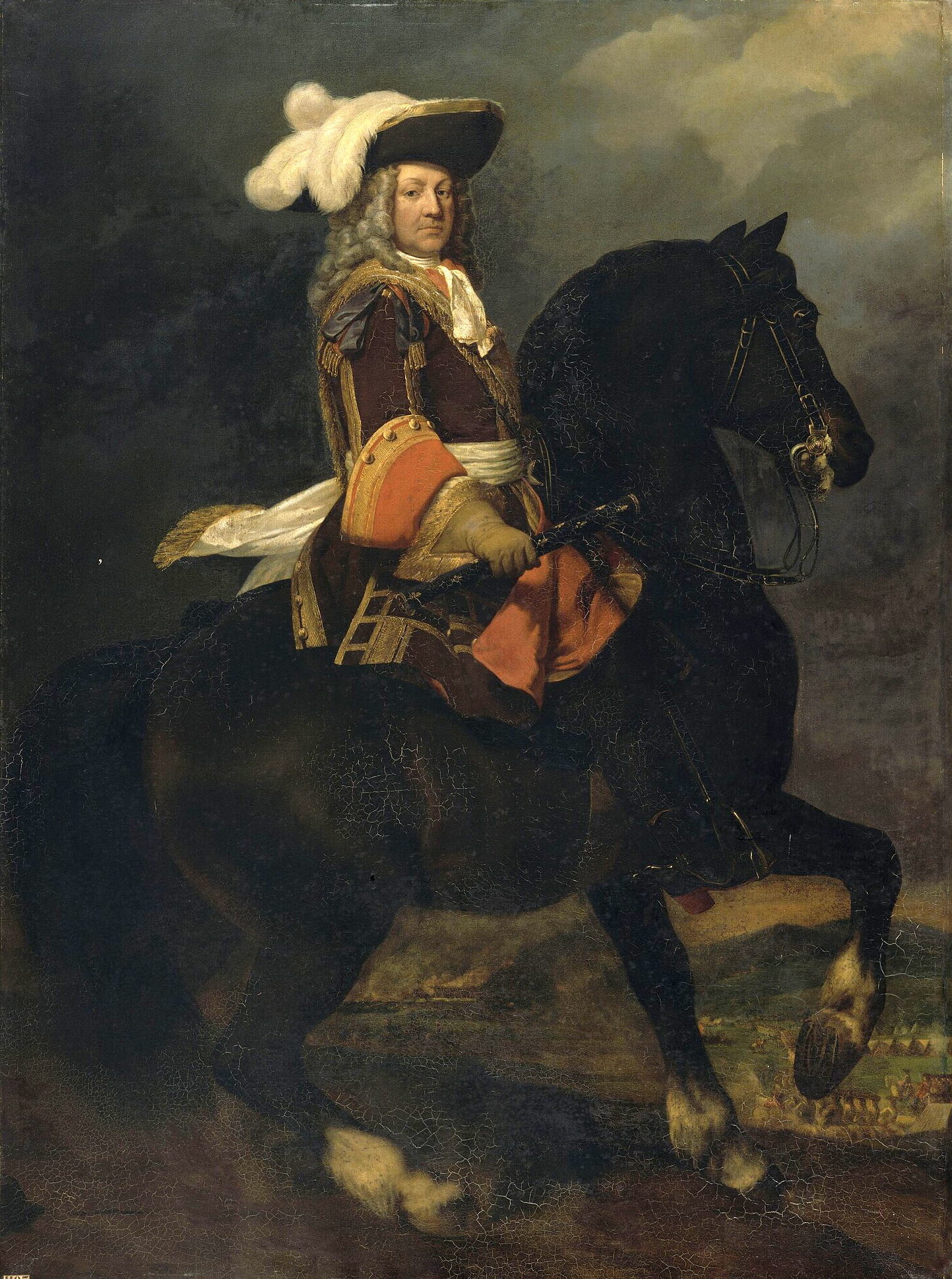
Il Duca di Vendôme

Verrua (si chiamava soltanto così a quell'epoca), era un punto strategico: infatti, controllava la via per la capitale sabauda Torino, la pianura vercellese e il Po. Guidati dal Duca di Vendôme, le truppe francesi misero d'assedio la fortezza. L'assedio durò dal 14 ottobre 1704 al 9 aprile 1705, quasi sei mesi. In realtà l'assedio cominciò a novembre poiché Vendôme, raggiunta Verrua in ottobre, preparò il piano d'attacco. Dal dicembre 1704 al febbraio 1705, la situazione rimase stabile; ma nel marzo i francesi lanciarono l'offensiva: conquistarono un forte di difesa presso la rocca e interruppero il rifornimento di viveri e munizioni, cosicché gli occupanti dovettero arrendersi

## La fine dell'assedio
Nell'aprile 1705, il comandante piemontese a difesa di Verrua cercò di trattare con Vendôme, ma questi non ne volle sapere. Così il 9 aprile i soldati piemontesi si arresero e si consegnarono ai francesi che conquistarono la rocca e poterono proseguire verso Torino. C'è da dire che la Rocca di Verrua contribuì a ritardare l'assedio di Torino del 1706 poiché fermò i francesi ad una trentina di chilometri dalla capitale sabauda per un anno, permettendo così alle truppe piemontesi di prepararsi all'assedio. Alla fine dei conti i francesi conquistarono la fortezza, ma persero la guerra: da qui il detto piemontese: I profit ch'a l'an fait i franseis a Vrua, "il profitto che hanno fatto i francesi a Verrua", in cui si perde tempo per poi ricavarne nulla.

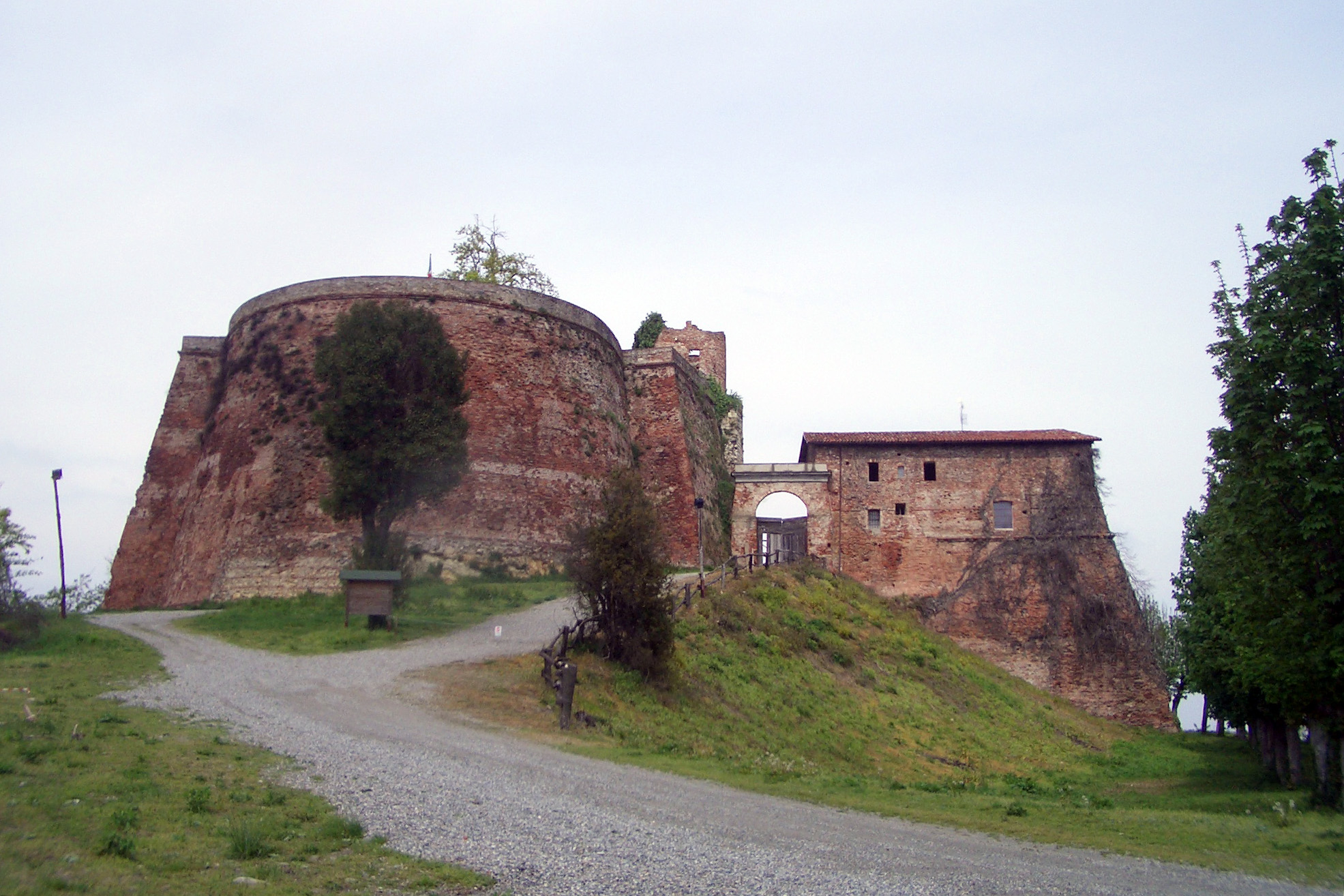
La Rocca di Verrua Savoia nel 2009

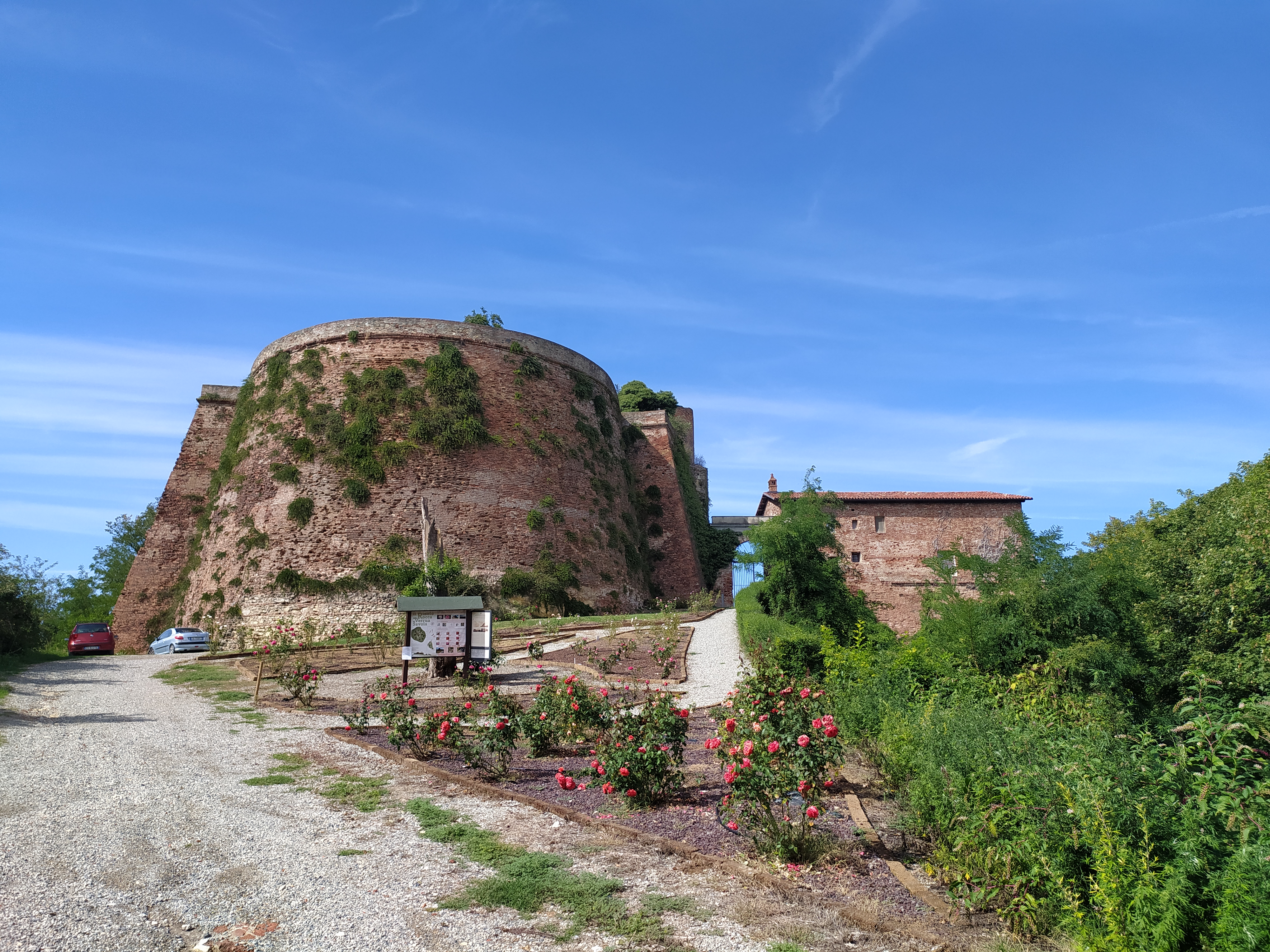
La fortezza di Verrua Savoia nel 2022